# Reussirella lagaaiji
Reussirella lagaaiji is een mosdiertjessoort uit de familie van de Cupuladriidae. De wetenschappelijke naam van de soort is voor het eerst geldig gepubliceerd in 1975 door Gerhard Cadée.